# J-Mee Samuels
J-Mee Samuels, né le 20 mai 1987 en Winston-Salem en Caroline du Nord, est un athlète américain, spécialiste du sprint. Il mesure 1,65 m pour 64 kg.

## Palmarès

### Championnats du monde d'athlétisme
- Championnats du monde d'athlétisme de 2007 à Osaka ( Japon) 
  - éliminé en quart de finale sur 100 m

### Jeux panaméricains
- Jeux Panaméricains de 2007 à Rio de Janeiro ( Brésil)
  - 6e sur 100 m
  -  Médaille de bronze en relais 4 × 100 m

### Records personnels
- 60 m en salle : 6 s 69 	 1r1 	Fayetteville AR	12 Jan 2007
- 100 m : 10 s 03 	 (1,0) 	1-18 	 Nottwil(Switzerland) 8 Aug 2010
- 200 m : 20 s 32A  (1,1) 	1r4-HS 	Albuquerque NM	4 Jun 2005
- 4 × 100 m : 38 s 30, meilleur temps de l'année, avec les Arkansas Alums